# Kevin Kisner
Kevin Kisner (Aiken (South Carolina), 15 februari 1984) is een Amerikaanse golfer. Hij behaalde in 2015 zijn eerste overwinning op de PGA Tour.
Kisner studeerde aan de Universiteit van Georgia en speelde daar college golf. Nadat hij in 2006 afstudeerde, werd hij professional. De eerste jaren speelde hij op de mini-tours zoals de Hooters Tour en de Tarheel Tour. Hij won daar drie toernooien. In 2009 speelde hij ook zes toernooien op de Nationwide Tour en in 2010 won hij daar de Mylan Classic. Eind 2011 promoveerde hij naar de PGA Tour. Hij verloor zijn speelrecht en moest naar de Tourschool. Eind 2012 verloor hij zijn speelrecht opnieuw. Mede door zijn overwinning in 2013 promoveerde hij eind van dat jaar weer naar de PGA Tour.
In 2014 behaalde hij drie top-10 plaatsen en in 2015 verloor hij drie keer een play-off. Op 22 november 2015 behaalde hij zijn eerste overwinning. Hierdoor kwam hij in de top-20 van de wereldranglijst en kreeg hij een invitatie voor de Masters van 2016.

## Gewonnen
PGA Tour
- 2015ː The RSM Classic (-22)

Nationwide Tour / Web.com Tour
- 2010ː Mylan Classic (-13)
- 2013ː Chile Classic (-21)

Elders
- 2007ː Tarheel Tour Match Play (Tarheel Tour)
- 2008ː Bermuda Run Open (Tarheel Tour), Savannah Lakes Resort Classic (NGA Hooters Tour)
- 2013ː Callaway Pebble Beach Invitational

### De Majors
| Tournament            | 2014 | 2015 | 2016 |
| --------------------- | ---- | ---- | ---- |
| Masters               | =    | =    |      |
| US Open               | MC   | T12  |      |
| The Open Championship | =    | MC   |      |
| PGA Championship      | =    | MC   |      |

MC = missed cut (cut gemist)